# Кізомис
Кізо́мис — село в Україні, у Білозерській селищній громаді Херсонського району Херсонської області. Населення становить 1797 осіб.
Колишній центр Кізомиської сільської ради. Розташований на березі Дніпровського лиману, за 27 км від залізничної станції Херсон.

## Історія

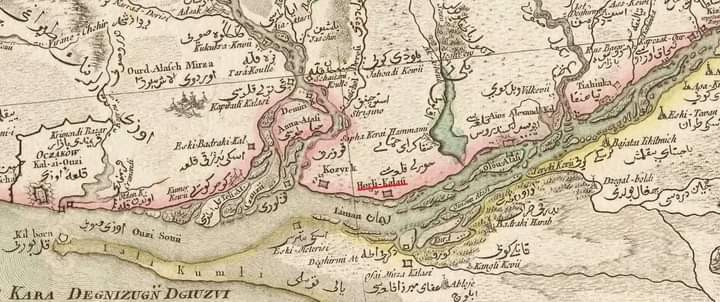
Мапа 1700 року

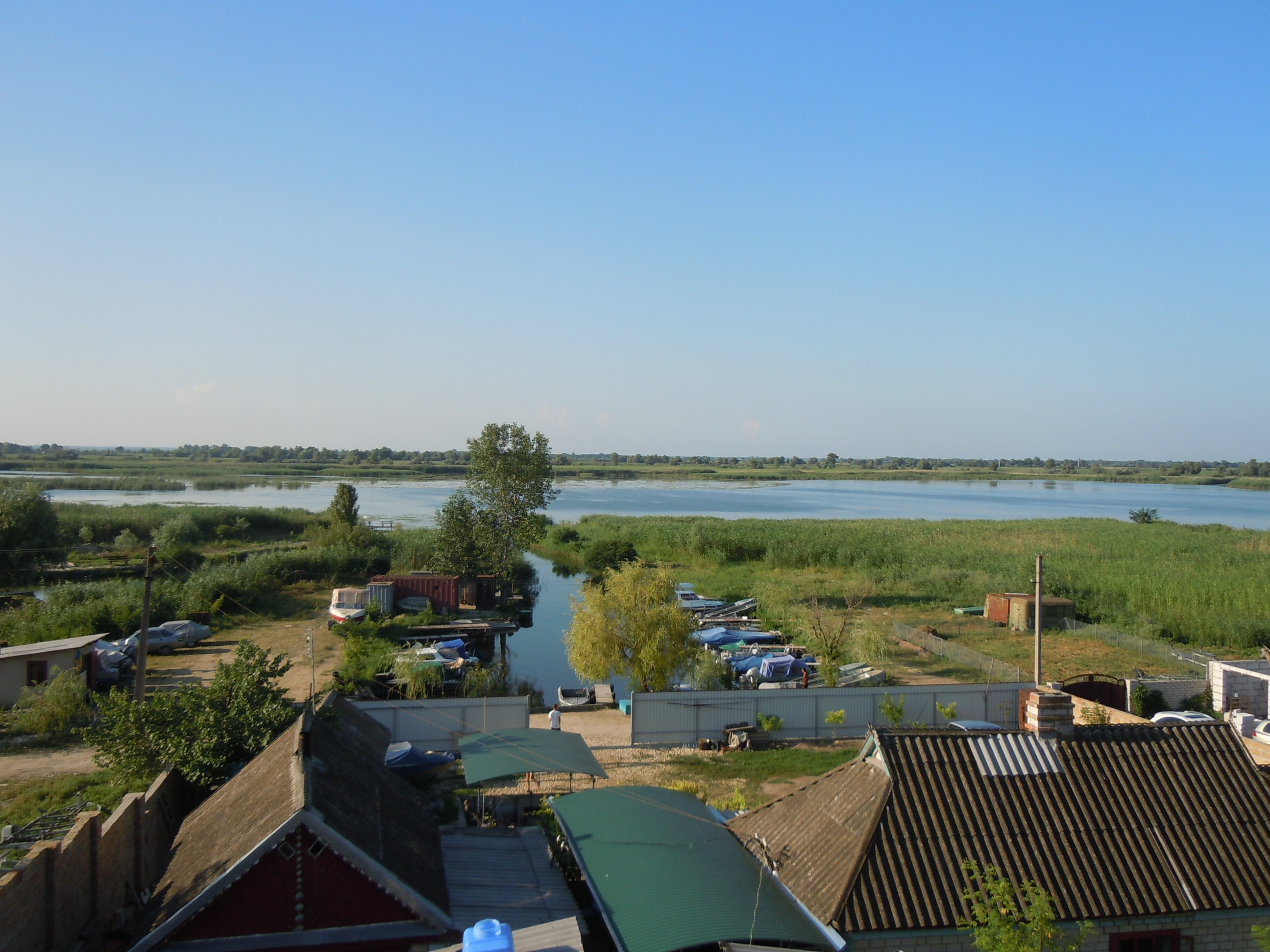
Вид на дельту Дніпра з села

Назва села пішла від слів «Кізий Мис», що в перекладі з татарської означає «Дівоча коса». Засноване в урочищі тієї ж назви в 1754 році на місці колишнього запорізького укріплення. Село Кізомис належало до Перевізької паланки.
Надалі до складу села увійшло село Касперівка (Ново-Іванівка).
У 1713 році кримський хан Каплан I Ґерай видав ярлик до Коша з приводу видобутку солі на Козиному мисі.
У 1754 році згадується зимівник запорожця Савка Тарана козака Мишастівського куреня.
Станом на 1886 рік у селі Білозерської волості Херсонського повіту Херсонської губернії мешкало 180 осіб, налічувалось 30 дворів, працювало позиково-ощадне товариство.
У 1918 році селище входить до складу УНР
У 1928 році в селі налічувалося 348 господарств. Кількість населення становила 1615 осіб: 766 — чоловіків і 849 — жінок.
Село постраждало від Голодомору, проведеного радянським урядом у 1932—1933 роках. Через опір колективізації в селі відбувалися вилучення зерна, виключення з членів артілі, відкриття кримінальних справ. Згідно з мартирологом Національної книги пам'яті України, складеного на основі свідчень очевидців (зокрема Лободенко М.) 2007 року, загинула 1 особа.
12 червня 2020 року, відповідно до Розпорядження Кабінету Міністрів України № 726-р «Про визначення адміністративних центрів та затвердження територій територіальних громад Херсонської області», увійшло до складу Білозерської селищної громади.
19 липня 2020 року, внаслідок адміністративно-територіальної реформи та ліквідації Білозерського району, село увійшло до складу Херсонського району.

### Російське вторгнення в Україну (з 2022)
24 лютого 2022 року село тимчасово окуповане російськими військами під час російсько-української війни.
11 листопада 2022 року село Кізомис було визволене Збройними Силами України в ході контрнаступу в Херсонській області.
Після звільнення село перебуває під постійним вогнем російської армії. 25 квітня 2023 року двома російськими авіабомбами в селі зруйновано церкву та два будинки, ще 9 пошкоджено. Постраждав також газопровід та зникло електропостачання. Станом на 30 квітня із села було евакуйовано всіх дітей. 29 серпня 2023 року руїни церкви були обстріляні знову, виникла пожежа.
20 вересня 2023 року село піддалося обстрілу російської армії, він був здійснений за допомогою запалювальних снарядів.

## Населення
Згідно з переписом УРСР 1989 року, чисельність наявного населення села становила 1862 особи, з яких 919 чоловіків та 943 жінки.
За переписом населення України 2001 року, у селі мешкали 1797 осіб.

### Мовний склад
Рідна мова населення за даними перепису 2001 року:
| Мова       | Чисельність, осіб | Доля     |
| ---------- | ----------------- | -------- |
| Українська | 1 596             | 88,81 %  |
| Російська  | 185               | 10,30 %  |
| Інше       | 16                | 0,89 %   |
| Разом      | 1 797             | 100,00 % |

## Релігія

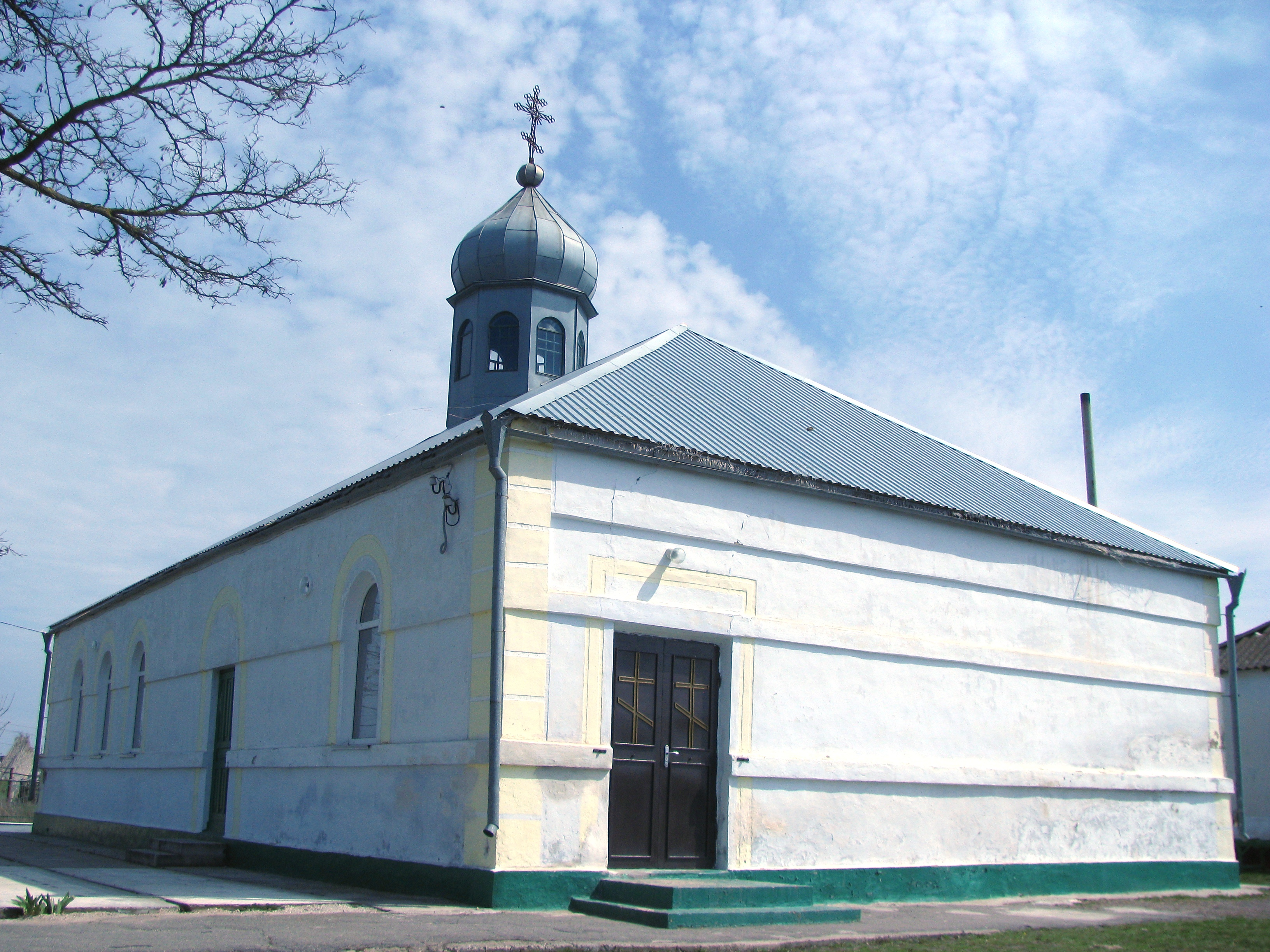
Миколаївська церква

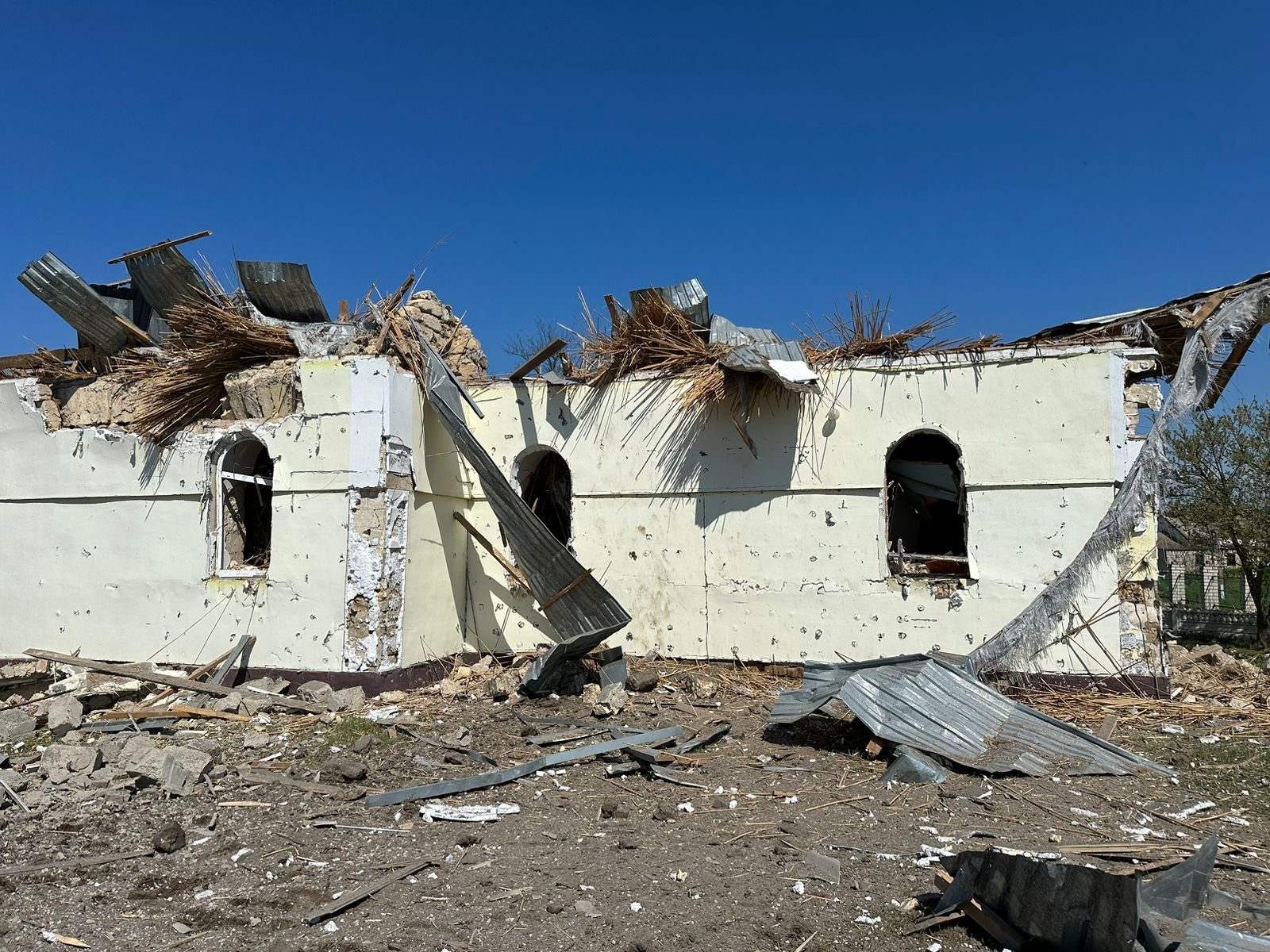
Церква після російського бомбардування

Раніше село було поділено на 2 частини: Кізомис та Касперівку. Там, де зараз головна вулиця села робить зигзаг, була їхня межа, а там, де зараз збудований спортивний майданчик, стояла церква, у якій зберігалася ікона Касперівського Образу Богоматері. Ця ікона темна в живописі. Та раптом у лютому 1840 року оновилася, після чого стала святинею краю. 11 жовтня 2015 року в селі Кізомис відбулося урочисте святкування 175-річчя оновлення цього образу. Тепер Касперівський Образ Богоматері знаходиться у Одеському кафедральному соборі.
В селі існувала Миколаївська церква УПЦ МП. 25 квітня 2023 року вона була знищена російським бомбардуванням.

## Освіта
У 1758 році в селі Кізий Мис була відкрита школа, у якій налічувалося 52 учні.
Після революційних подій у 1909 році в селі ця школа реорганізована в земську, де навчалося 70 учнів. У 1932 році відкрито семирічку, де навчалося 200 учнів. У повоєнний період село активно розбудовувалося, зростало населення, тому в 1948 році сільська школа реорганізована у восьмирічну Кізомиську школу.
Станом на 1 вересня 2015 року в Кізомиській загальноосвітній школі І-ІІІ ступенів  навчалося 137 учнів : 105 учнів здобувало базову середню освіту, 32 учні —  повну середню освіту за заочною вечірньою формою навчання. Працює 19 вчителів.

## Сільське господарство
Скотарство, аквакультура, бджільництво, птахівництво, виноградарство, садівництво, фермерство.

## Природні ресурси
Корисні копалини: підземна питна вода, мінеральна вода, глини, суглинки.